# Polienus
Polienus is een geslacht van vlinders van de familie tandvlinders (Notodontidae), uit de onderfamilie Notodontinae.

## Soorten
- P. capillata (Wallengren, 1875)
- P. fuscata Janse, 1920
- P. fuscatus Janse, 1920
- P. marginestriatus Kiriakoff, 1975
- P. nigrosparsa Janse, 1920
- P. rubritincta (Hampson, 1910)